# Alix de Mâcon
Alix de Mâcon († 1258/61) est la dernière comtesse de Mâcon (1224-1239) et la comtesse de Vienne, jusqu'en 1227.

## Biographie
La date de naissance d'Alix de Mâcon n'est pas connue. Certains auteurs peuvent proposer une plage pour sa date de naissance entre 1205/15, calculée à partir de la plage de dates de son mariage.
la date pourrait être placée entre 1205/15. Elle est mentionnée, mais non nommée, — "Gerardus Viennensis comitis filius" — dans la Chronique d'Aubry de Trois-Fontaines.
Elle est la fille du comte Géraud II de Mâcon et de Guigonne de Forez, fille du comte Guigues III de Forez.
Elle hérite du titre de comtesse de Mâcon, à la mort de son père, vers 1224.
Elle épouse, vers 1218/1226[réf. nécessaire], Jean de Dreux, fils du comte Robert II de Dreux et de Braine. Le mariage est sans postérité.
Elle est à l'origine avec son époux du prieuré du Val-Saint-Éloi, placé sous la dépendance de l'ordre des Écoliers du Christ, vers 1234[réf. nécessaire].
Devenue veuve en 1240 à la mort de son mari, parti combattre en Terre sainte en 1239 après avoir vendu le comté de Mâcon au roi de France, elle distribue tout le produit de cette vente en œuvres de charité et entre dans les ordres. Elle fait construire, comme un adieu au comté de Mâcon qui disparaissait avec elle, l'église de Saint-Albain, située entre Mâcon et Tournus. Elle est alors accueillie par Blanche de Castille, sa parente, à Maubuisson (Notre-Dame-la-Royale), en 1241. En 1244, les deux femmes co-fonderont l'abbaye cistercienne du Lys (Notre-Dame du Lys, sur l'actuelle commune de Dammarie-lès-Lys). Alix en sera la première abbesse, en 1248.
Elle meurt, dans l'abbaye du Lys, vers 1260.

## Sceau
Les Archives nationales de France conservent un sceau d'Alix de Mâcon de l'année 1233 (dimension 78 mm).
Description : Femme debout, de face, qui tient un oiseau au poing.

Légende : « S' AALEYS COITISSE VIENNIE ET MASTIC ».

Légende transcrite : Sigillum Aaleys, comitisse Viennie et Masticonensis.